# 卡珊德拉

英國畫家迪摩根（Evelyn De Morgan）筆下的卡珊德拉

卡珊德拉（Cassandra）又譯卡桑德拉、卡珊卓，為希臘、羅馬神話中特洛伊的公主，阿波羅的祭司。因神蛇以舌為她洗耳或阿波羅的賜予而有預言能力，又因抗拒阿波羅，預言不被人相信。特洛伊戰爭後被阿伽門農俘虜，並遭克呂泰涅斯特拉殺害。

## 人物生平

### 出身背景
卡珊德拉別名為亞歷珊德拉（Alexandra）。荷馬史詩《伊利亞特》說她美似金色的阿佛洛狄忒，是特洛伊國王普里阿摩斯最美麗的女兒，是王后赫卡柏的第三個女兒。欧里庇得斯的《特洛伊婦女》說她是阿波羅的祭司。

### 預言能力
荷馬詩注釋家引傳說卡珊德拉與赫勒諾斯（Helenus）為雙生。其家在阿波羅·提漠布里俄斯（Thymbraean）神廟祭祀慶祝，家人沾醉徑去，將卡珊德拉與赫勒諾斯留在神廟。家人次日清醒，始至神廟尋找，見有神蛇以舌為二子洗耳，遂大驚叫，蛇潛入桂樹枝間不見，卡珊德拉與赫勒諾斯遂得以預見未來。
預言能力來源另一種說法為阿波羅的賜予。

### 神明詛咒
阿波羅詛咒卡珊德拉的理由，古希臘、羅馬著作中有不同說法：
1. 卡珊德拉在阿波羅神廟玩耍，玩累便睡著了。阿波羅試圖擁抱卡珊德拉卻遭到反抗，遂使她的預言不被相信，見於许癸努斯（Hyginus）的《神話指南》（Fabulae）。[4]
2. 阿波羅多洛斯（Apollodorus）《書庫》（The library）提及「阿波隆（阿波羅其它譯名）想要與卡珊德拉交會，應許教給她占卜術，她學會了，可是不和他交會，於是阿波隆奪去了她占卜的使人信用的力量。」（周作人譯）[5]
3. 埃斯庫羅斯《阿伽門農》，依照羅念生譯本，卡珊德拉允諾委身阿波羅卻又使他失望，此後再也沒有人相信她。[6]但在其他譯本，「他是個摔角手，恩情往我身上噴。」（呂健忠譯）「他將我扭抱，把我摔倒，吐喘甜蜜的欲火。」（陳中梅譯）[7]「他與我扭鬥，同時他興奮喘息。」（劉毓秀譯）[8]似曾有肌膚之親，後文提及決裂的原因是因為卡珊德拉承諾要為他生下子嗣卻出言不果。中研院研究員李奭學先生〈長夜後的黎明──試論《奧勒斯提亞》的一則主題故事〉一文以聖婚概念解釋劇中阿波羅與卡珊德拉間的糾葛。[9]

### 在劫難逃
王后赫卡柏懷帕里斯（Paris）時，夢見特洛伊陷於火海，普里阿摩斯與前妻之子埃薩科斯（Aesacus）釋夢，預言帕里斯將導致特洛伊的覆滅。帕里斯遂被棄於伊達山，幸得牧人將之撫養成人。許癸努斯《神話指南》描述帕里斯鍾愛的一頭牛被帶走作為一場葬禮上的競技的獎勵品，帕里斯為奪回這頭牛參與了競技，贏得一切，甚至戰勝自己的兄弟，得伊福彼斯（Deiphobus）發怒並襲擊他，帕里斯竄至宙斯神壇，卡珊德拉預言宣稱帕里斯是她的弟弟，普里阿摩斯認出他，帕里斯遂回歸。

### 不和女神
忒提斯與珀琉斯的婚禮，未邀約不和女神厄里斯，厄里斯遂在婚禮上投下一顆金蘋果，說給最美麗的，阿佛洛狄忒、赫拉與雅典娜爭奪金蘋果，宙斯命荷米斯帶她們前往伊達山請帕里斯裁決，三名女神各允給以報酬，帕里斯最終將金蘋果判給阿佛洛狄忒，因為阿佛洛狄忒承諾賜予他最美麗的女人，亦即海倫。

### 禍國紅顏
奧維德的《女英雄書信集》（Heroides）描述帕里斯遠航至希臘之前，卡珊德拉預言這場航行將會帶來大火。達瑞斯·佛里癸俄斯（Dares Phrygius）的《特洛伊的淪陷》（The Fall of Troy）描述當卡珊德拉見到海倫時，她開始預言曾說過的收容海倫的惡果，直至普里阿摩斯下令將她帶走並囚禁。

### 十年鏖戰
荷馬《伊利亞特》說俄斯魯俄紐斯（Othruoneus）想娶卡珊德拉為妻而參戰，後死於伊多墨紐斯（Idomeneus）之手；
狄克提斯（Dictys Cretensis）說歐律皮羅斯（Eurypylus）是名傑出的戰士，普里阿摩斯曾用很多禮物拉攏他，最後通過承諾讓卡珊德拉與他聯姻而贏得他的支持。
荷馬《奧德賽》中歐律皮羅斯死於涅俄普托勒摩斯之手，奧德修斯說歐律皮羅斯驍莽，是自己見過的最英俊的男子，僅次於卓著的門農；
維吉爾《埃涅阿斯紀》說科羅厄布斯（Coroebus）因為瘋狂熱烈地愛上卡珊德拉，作為普里阿摩斯未來的女婿，率領軍隊來支援特洛伊。

### 干城之死
荷馬《伊利亞特》中，普里阿摩斯贖回赫克托爾（Hector）屍體時，卡珊德拉站在城牆上，首先看見父親還有兄長，呼喚特洛伊的男女迎接赫克托爾。

### 木馬屠城
希臘人十年鏖戰，始終未能攻下特洛伊，奧德修斯遂獻策木馬計。卡珊德拉與拉奧孔（Laocoon）都說木馬內有一支軍隊，但他們的警告不被特洛伊人接受。

### 國破家亡
按照風俗，神廟不可被冒犯，木馬屠城時特洛伊王室女性多藏匿於神壇。卡珊德拉藏身雅典娜神廟，她的遭遇有不同說法：阿波羅多洛斯《書庫》提及小埃阿斯把她強汙，雅典娜的木像仰望著天；歐里庇得斯《特洛伊婦女》則寫小埃阿斯將她強行拉出神廟，並提及卡珊德拉仍為清白之軀。維吉爾《埃涅阿斯紀》說科羅厄布斯為了營救卡珊德拉被佩涅勒烏斯殺死在雅典娜的神壇前。
希臘人分配戰利品之後，昆圖斯（Quintus SMYRNAEUS）《續荷馬史詩》（Posthomerica）描述特洛伊婦女驚歎地看著卡珊德拉，憶及她關於毀滅的預言；但是面對她們的眼淚，卡珊德拉唯有充滿怨恨的嘲笑，帶著對故土毀滅的悲痛。歐里庇得斯《特洛伊婦女》當中，卡珊德拉提及只要洛克西阿斯（阿波羅的別名）在，阿伽門農娶了她將比海倫的婚姻對他更有害，以隱晦的語言說這場婚姻將引起殺母之鬥與阿特柔斯（Atreus）家族的衰敗，並預述赫卡柏與奧德修斯的結局。卡珊德拉為阿伽門農所得，奧維德《愛經》說阿伽門農做了他俘虜的俘虜，歐里庇得斯《赫卡柏》歌唱隊提及阿伽門農因卡珊德拉試圖保全波呂克塞娜的性命。

### 赴死如歸
阿伽門農之妻克呂泰涅斯特拉恨丈夫為求順風獻祭他們的女兒伊菲革涅亞，夥同情夫埃癸斯托斯密謀要殺害阿伽門農，卡珊德拉預見阿伽門農與自己至邁錫尼後必遭不測，隱忍不言。荷馬《奧德賽》提及她與阿伽門農在王宮的大廳中同時遇害；埃斯庫羅斯《阿伽門農》一劇，阿伽門農隨克呂泰涅斯特拉入內沐浴，卡珊德拉單獨留在屋外，追述過往（包括帕里斯帶來死亡的婚禮、特洛伊的覆滅還有阿特柔斯家族的罪孽），並預言阿伽門農與自己的死還有復仇者的復仇，最後請求歌唱隊在自己死後見證復仇者的復仇，自己的話必不落空；塞内卡的《阿伽門農》以卡珊德拉與克呂泰涅斯特拉的對話完結：
|  | 克呂泰涅斯特拉：「她的報應是死亡，那個被俘虜的新娘，那龍床的情婦。把她拖走，她將步上她從我這裡偷走的丈夫的後塵。」 卡珊德拉：「不，不用拉我，我會自己走。我迫不及待將這消息帶給我的弗利吉亞人，告訴他們關於船骸佈滿海洋的事，告訴他們關於邁錫尼被攻克的事，告訴他們關於那千王之王將面臨與特洛伊一般淒慘的劫數，將被一個女人的天賦毀滅，通過通姦，通過詭計。把我帶走吧；我無所保留，唯有給予你感謝。這，這是好事，我居然活得比特洛伊更久，這是好事。」 克呂泰涅斯特拉：「瘋狂的東西，妳將死。」 卡珊德拉：「妳也是，瘋狂也將找上妳。」 |

## 相關比擬
埃斯庫羅斯《阿伽門農》一劇中卡珊德拉感嘆：「夜鶯清純的歌聲，和她的命運！神把她化作鳥，賦予她無憂的生命。而我受的卻是切割不休的刀鋒。」夜鶯由菲羅墨拉變形而來，菲羅墨拉被姊夫忒柔斯強暴，並被割舌與囚禁，與卡珊德拉同遭性暴力；劇中還用天鵝來比擬卡珊德拉，天鵝是阿波羅的聖鳥，臨終前高歌，埃斯庫羅斯對卡珊德拉的描寫是今可見的西方文學中「天鵝之歌」這個典故最早的文獻紀錄；有作家例如朱天心便以卡珊德拉自喻。

## 學者研究
神話儀式學派學者簡·艾倫·赫麗生推測卡珊德拉為蓋亞的女先知。相關推論見於《希臘宗教研究導論》（Prolegomena to the study of Greek religion）還有《古希臘宗教的社會起源》（Themis: a study of the social origins of Greekreligion）。
赫麗生《希臘宗教研究導論》引述歐里庇得斯《赫卡柏》一劇中卡珊德拉別名為福巴斯。阿波羅別名福玻斯，福巴斯為福玻斯的陰性形式。
德爾菲（Delphi）神諭發布者，照埃斯庫羅斯《奧瑞斯泰亞》依序有四位：蓋亞、忒彌斯、福柏、阿波羅。但埃斯庫羅斯《被縛的普羅米修斯》當中，普羅米修斯說他的母親是忒彌斯，又名蓋亞。忒彌斯一詞有法令、條規之意，赫麗生認為忒彌斯就是宗教原則的化身，認為德爾菲神諭發佈者共有三任：蓋亞和忒彌斯、福柏和忒彌斯、阿波羅和忒彌斯。赫麗生認為這是處於農耕文明的民族都經歷過的崇拜順序：大地女神、月亮女神、太陽神。卡珊德拉作為舊秩序的女先知遭到新秩序的懷疑和剝奪。

## 文化形象
卡珊德拉在神話中突出的形象是一名不被聽信的女先知，伯纳德·M·W·诺克斯評述卡珊德拉「她和古希伯來的眾先知一樣直視事理的真相，不論過去、現在或未來；但是她的明晰無誤的眼力，和她心中負荷的宇宙事理的可怖奧秘，卻使她隔絕于正常的人生，使她在世人眼中成了個瘋子。這便是古來先知們一再遭遇的命運。」

## 家庭成員
祖父：拉俄墨冬
父親：普里阿摩斯
母親：赫卡柏
姑母：赫西俄涅
兄弟：埃薩科斯、得伊福彼斯、赫克托爾、帕里斯、赫勒諾斯、特洛伊羅斯
姊妹：克瑞烏薩、拉奧狄克、波呂克塞娜

## 延伸閱讀
- Homer. Iliad XXIV, 697-706; Homer. Odyssey XI, 405-434; Aeschylus. Agamemnon; Euripides. Trojan Women; Euripides. Electra; Apollodorus. Bibliotheke III, xii, 5; Apollodorus. Epitome V, 17-22; VI, 23; Virgil. Aeneid II, 246ff; Lycophron. Alexandra